# Маком
Маком (узб. maqom / мақом, тадж. мақом) — среднеазиатский вокально-инструментальный жанр с широким использованием импровизации и циклической структурой произведений. Исторически является разновидностью макама, разделяется на три основные традиции: бухарский шашмаком, хорезмский маком и ферганско-ташкентский маком.
Макам восходит к IV веку нашей эры, но история макома как отдельной среднеазиатской традиции начинается в XI—XII веках, когда сформировался местный цикл из 12 макомов (узб. Duvozdahmaqom). Развитием этого жанра занимались учёные, музыканты и философы: аль-Фараби, Ибн Сина, дервиш Али Чанги, Барбад, Нажмуддин Кавкаби, Алишер Навои и многие другие. Среди религиозных направлений макому больше всего благоволили суфизм и иудаизм.
В репертуар макома входит около 50 композиций разной продолжительности. Бухарская школа макома появилась в XVI столетии, чуть позже возникла хорезмская школа в Хиве, а затем — ташкентско-ферганская школа, расцвет которой пришёлся на Коканд, Андижан и другие города Ферганской долины. Большу́ю роль в развитии макома, особенно в Бухаре, сыграли местные евреи, не находившиеся под влиянием негативного отношения ислама к музыке. Хорезмский маком отличается от бухарского более ярким тоном и содержит более развитые инструментальные секции и собственные мелодии, также в хорезмской традиции было допустимо добавлять в маком такие инструменты как аккордеон. Ташкентская школа, напротив, использовала более короткие одночастные произведения и отказалась от макомного круга ладов.
В XIX веке в Хиве была изобретена нотная запись для макома, «танбурная нотация». Ещё в XX веке маком стал предметом межнационального напряжения: так, советские записи шашмакома, сделанные Виктором Успенским, сделаны без слов, потому что оригинальные произведения должны были исполняться на персо-таджикском языке, что противоречило желанию министра образования тюркизировать маком. Это напряжение сохраняется и в 2010-х годах: власти Узбекистана избрали маком (и особенно шашмаком) символом узбекистанской культуры, несмотря на его мультикультурность, мультирелигиозность и многоязычность.
С 2003 года шашмаком входит в список нематериального наследия человечества; в 2017 году вышел указ президента Узбекистана, посвящённый макому, его сохранению и развитию.